# Jerry Grote
Jerry C. Grote (nacido el 28 de diciembre de 1940 en Montebello, California) es un exjugador de baloncesto estadounidense que disputó una temporada en la NBA, además de jugar en la ABL. Con 1,93 metros de estatura, jugaba en la posición de base.

## Trayectoria deportiva

### Universidad
Jugó durante tres temporadas con los Lions de la Universidad de Loyola Marymount, en las que promedió 13,3 puntos y 5,8 rebotes por partido. En su primera temporada elegible, la sophomore, fue nombrado Jugador del Año de la West Coast Conference, y esa temporada y la siguiente incluido en el mejor quinteto de la conferencia. Anotó su punto número 1.000 en el último partido de su carrera universitaria.

### Profesional
Fue elegido en la vigésimo octava posición del Draft de la NBA de 1962 por St. Louis Hawks, pero terminó jugando en los Long Beach Chiefs de la ABL, donde en 24 partidos promedió 7,5 puntos. En 1964 fue traspasado por los Hawks a Philadelphia 76ers, pero tampoco tuvo hueco en el equipo, fichando finalmente por Los Angeles Lakers, donde jugó 11 partidos en los que promedió 1,3 puntos.

## Estadísticas de su carrera en la NBA

### Temporada regular
| Temporada | Edad | Equipo             | Liga | P  | TIT | MIN | TC  | TCA | %TC  | TL  | TLA | %TL   | REB | ASIS | FP  | PTS |
| 1964-65   | 24   | Los Angeles Lakers | NBA  | 11 |     | 3.0 | 0.5 | 1.0 | .545 | 0.2 | 0.2 | 1.000 | 0.4 | 0.4  | 0.5 | 1.3 |
| Total     |      |                    | NBA  | 11 |     | 3.0 | 0.5 | 1.0 | .545 | 0.2 | 0.2 | 1.000 | 0.4 | 0.4  | 0.5 | 1.3 |